# Graburg
Die Graburg im nordhessischen Ringgau ist ein Bergstock aus Muschelkalk, der über einem Sockel aus Röt liegt. Naturnahe Kalkbuchenwälder, Felsen und Bergstürze prägen das Gebiet in besonderer Weise. Wegen ihrer „landschaftlichen Schönheit und Eigenart“ sowie ihrer Bedeutung als Lebensraum für seltene und bestandsgefährdete Tier- und Pflanzenarten wurde die Graburg in dem Jahr 1915 als Naturdenkmal und ab Mai 1965 als Naturschutzgebiet unter besonderen Schutz gestellt.
Als Wuchsort einer Vielzahl seltener Pflanzenarten wird die Graburg pflanzengeografisch zu den bedeutendsten Naturschutzgebieten in Hessen gezählt. Die hier vorhandenen zahlreichen Vegetationseinheiten gelten als wertvoll für Forschung und Lehre. Als besonders schutzwürdig werden auch die orchideenreichen Kalkmagerrasen, der hessenweit größte Eibenbestand, die großen Bergstürze mit ihren Blaugrashalden sowie die zahlreichen Höhlen in den Felsbereichen als Winterquartiere für gefährdete Fledermausarten angesehen.

## Geografische Lage
Die Graburg liegt im hessischen Werra-Meißner-Kreis in den Gemarkungen der Ortsteile Weißenborn und Rambach der Gemeinde Weißenborn sowie in den Gemarkungen der Ortsteile Rittmannshausen und Netra der Gemeinde Ringgau. Ihre höchsten Erhebungen, die aus der eineinhalb Kilometer langen und siebenhundert Meter breiten Hochfläche ragen, sind die 514,8 m hohe Rabenkuppe im Westen und die östlich gelegene 489,6 m hohe Schäferburg.
Das Schutzgebiet befindet sich im „Geo-Naturpark Frau-Holle-Land“ und wird in der naturräumlichen Gliederung Deutschlands des Instituts für Landeskunde Bad Godesberg dem Nördlichen Ringgau (483.43 ) zugeordnet. Nach Süden fällt der Bereich in die langgestreckte Netra-Ifta-Talung (483.42) ab. Sie gehören als Teileinheiten zu den Nordwestlichen Randplatten des Thüringer Beckens (483). Nördlich grenzt der Schlierbachswald (357.91), der dem Fulda-Werra-Bergland (357) zugerechnet wird, an die Graburg an.

## Klima
Der durchschnittliche Jahresniederschlag im Gebiet beträgt 700 mm. Der niederschlagsreichste Monat ist der Juli mit 80 bis 90 mm. Dagegen werden im März, als untere Grenze, nur noch 30 bis 40 mm erreicht. Eine Jahresdurchschnittstemperatur zwischen 6,5 und 7,5 °C. deutet auf einen schwachen subatlantischen Klimaeinfluss hin. Deutlich extremeren Klimabedingungen sind die exponierten Felsfluren und Blaugrashalden mit den angrenzenden Schluchtwäldern ausgesetzt.

## Unterschutzstellung

### Naturdenkmal
Bereits in der Anfangszeit des staatlichen Naturschutzes in Nordhessen erhielt die Graburg den Status als ein zu schützendes Naturdenkmal. Eine Verfügung der königlichen Regierung der damaligen preußischen Provinz Hessen-Nassau stellte das Muschelkalkplateau mit seinen Felshängen im Jahr 1915 vor „zerstörenden Eingriffen“ unter Schutz. Später – seit 1924 – wurden auch größere Bereiche der Graburg aus der forstlichen Nutzung genommen. Mit der III. Nachtragsverordnung zur Sicherung von Naturdenkmalen im Kreise Eschwege vom 23. Oktober 1937 wurde mit Zustimmung der höheren Naturschutzbehörde die Graburg in das Naturdenkmalbuch eingetragen. Damit hatten der „Erlen-, Buchen- und Ahornbestand“ und die „unzugänglichen Klippen und urwüchsigen Bäume an den steilen Hängen“ den Schutz des Reichsnaturschutzgesetzes erhalten.

### Naturschutzgebiet
Mit Verordnung vom 24. Mai. 1965 der höheren Naturschutzbehörde beim Regierungspräsidium in Kassel wurden rund 180 Hektar der Graburg in das Landesnaturschutzbuch eingetragen und damit erneut unter den Schutz des noch geltenden Reichsnaturschutzgesetzes von 1935 gestellt. Im November 1988 folgte mit einer auf 341,0 Hektar vergrößerten Fläche eine erneute Ausweisung als Naturschutzgebiet. Das zu schützende Gebiet umfasste nun die Hochfläche der Graburg, von der Rabenkuppe im Westen bis zur östlich gelegenen Schäferburg und mit eingeschlossen das südlich liegende Königental und der 475 m hohe Manrod. Das Naturschutzgebiet hat die nationale Kennung 1636003 und den WDPA-Code 6970. Zweck der Unterschutzstellung war es, die „Magerrasen, Kalkfelsfluren, edellaubholzreiche Blockschutt- und Hangwälder, geophytenreiche Laubmischwälder, Erlen-Eschen-Wälder und Feuchtwiesen mit den hier lebenden, zum Teil sehr seltenen und stark gefährdeten Tier- und Pflanzenarten zu erhalten und zu fördern.“ Auch sollten mit gleicher Verordnung zwei natürliche Bergstürze unterschiedlichen Alters geschützt werden, denen wegen ihrer Geomorphologie hohe wissenschaftliche Bedeutung zukommt.

### Natura 2000-Gebiet
Mit dem östlich angrenzendem Naturschutzgebiet „Dreiherrenstein-Eschenberg-Kreuzerberg“ und dem Bereich um den 488,2 m hohen Schieferstein im Westen bildet die Graburg das Fauna-Flora-Habitat-Gebiet „Kalkberge bei Röhrda und Weißenborn“.
Die Festsetzung der Gebietsgrenzen und der Erhaltungsziele erfolgte mit der „Verordnung über die Natura 2000-Gebiete in Hessen“ im Jahr 2008. In dem europäisch vernetzten Schutzgebietssystem Natura 2000 hat das FFH-Gebiet die Nummer 4826-305 und eine Größe von 634,5 Hektar.
Als außergewöhnlich wird in dem FFH-Gebiet das Vorkommen von dreizehn Lebensraumtypen angesehen, die als von gemeinschaftlichem Interesse gelten und für deren Erhaltung besondere Schutzgebiete ausgewiesen werden müssen. Sie spiegeln die große biologische Vielfalt des Gebietes wieder. Drei dieser Lebensraumtypen wurden als prioritär eingestuft, was heißt, dass sie vom Verschwinden bedroht sind und dass eine besondere Verantwortung für ihre Erhaltung besteht. Mit ausschlaggebend für die Ausweisung zum FFH-Gebiet war auch das Vorkommen der Fledermausarten Großes Mausohr und Kleine Hufeisennase sowie der Orchidee Frauenschuh. Sie sind nach dem Anhang II der FFH-Richtlinie stark gefährdete und streng geschützte Arten, für die ebenfalls besondere Schutzgebiete ausgewiesen werden müssen.

### Geologisch schützenswertes Objekt
Als schützenswertes Geotop wird die Naturlandschaft der Graburg im Landschaftsrahmenplan Nordhessen geführt. Hier sollen mithilfe des Hessischen Naturschutzgesetzes einzelne Naturschöpfungen und natürliche Landschaftsteile, die wegen ihrer „Seltenheit, Eigenart oder Schönheit“ als Teil des erdgeschichtlichen Naturerbes gelten, besonders geschützt werden.

### Kernfläche Naturschutz
Im Bereich der Graburg und des Schiefersteins wurden im Rahmen der hessischen Biodiversitätsstrategie in den 2010er Jahren insgesamt 39,2 Hektar zu sogenannten Kernflächen erklärt und stehen damit nur dem Naturschutz und nicht mehr der Holznutzung zur Verfügung. Diese ausgewählten Waldflächen sollen sich in Zukunft unbeeinflusst entwickeln können, damit die Defizite an Beständen der Alters- und Zerfallsphasen behoben werden, um die Artenvielfalt von Alt- und Totholzbewohnern zu verbessern. Damit das angestrebte Acht-Prozent-Ziel erreicht werden kann, ist eine weitere Ausweisung von rund 230 Hektar der Staatswaldflächen in dem Graburggebiet geplant. Gegen diese von Naturschutzverbänden begrüßten Stilllegungspläne formierte sich in den betroffenen Kommunen Widerstand, da Konflikte bezüglich der Nutzung und Zielvorgaben befürchtet werden.

## Geologie

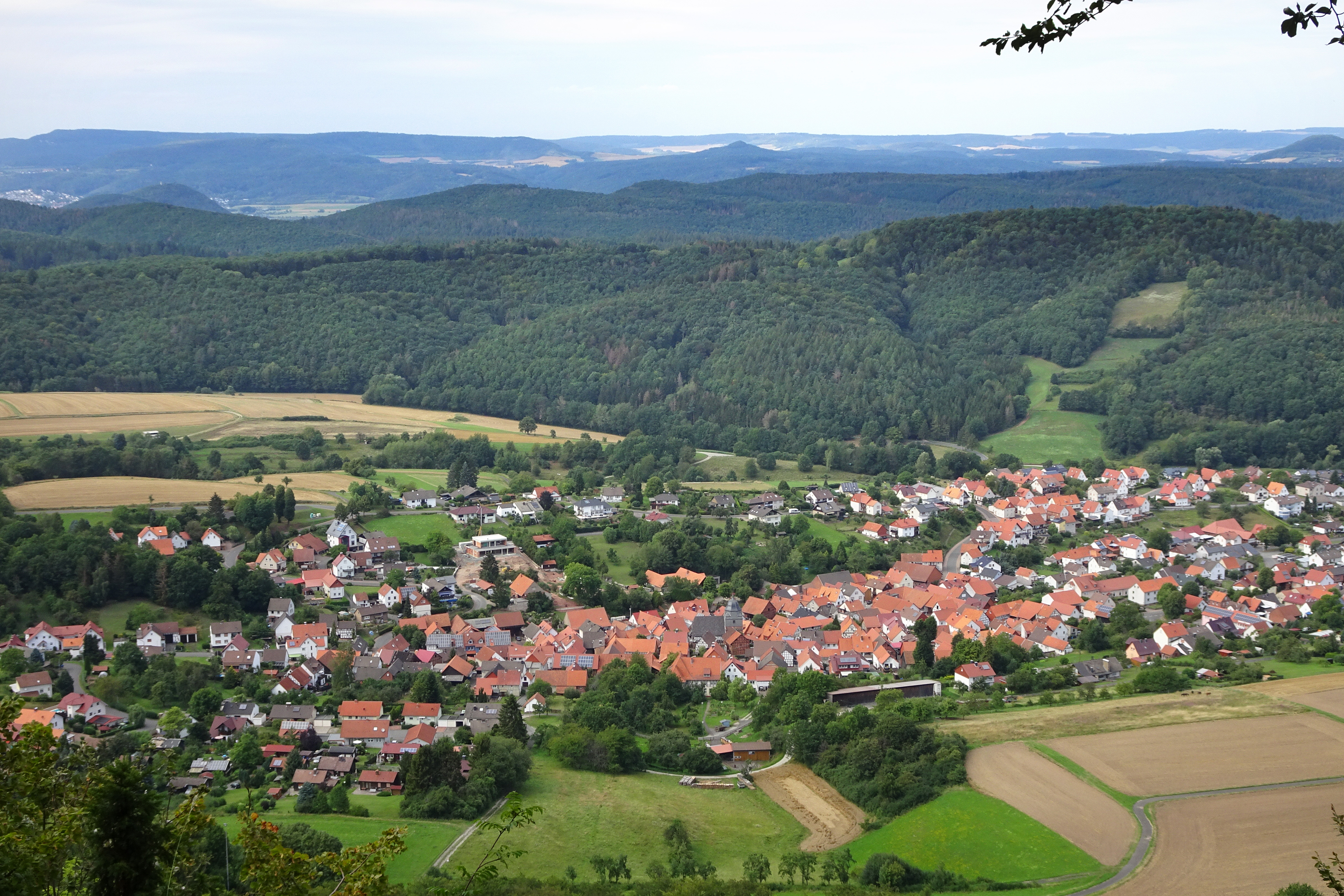
Der Aussichtspunkt „Anger“, oberhalb einer Abrisskante, bietet einen weiten Blick über Weißenborn bis zu dem Schlierbachswald und den Werrabergen.

Der Ringgau gehört zu den westlichen Ausläufern der Muschelkalkplatten, die das Thüringer Becken umranden. Diese erstrecken sich hier vom Nordwesten Thüringens bis nach Hessen. Ihre Hochflächen liegen im Durchschnitt zwischen vierhundert und fünfhundert Metern Höhe. Vorsprünge in der Nähe des Plattenrandes ragen noch höher hinauf. Den Ringgau trennte einst die Werra von seinem ursprünglichen Gesteinsverband der Randplatten und schuf mit ihm einen Zeugenberg, der in seinem Zentrum durch einen tektonischen Grabenbruch zerschnitten wird. Die lang gestreckte „Netra-Ifta-Talung“, in der im Westen die Netra zur Sontra und im Osten die Ifta zur Werra fließen, teilt den Ringgau in einen nördlichen und südlichen Bereich.
Im nördlichen Bereich bildet die Graburg das Mittelstück. Sie besteht überwiegend aus dem Oberen und Unteren Wellenkalk des Unteren Muschelkalks. Diese Gesteinsschichten sind aus den Ablagerungen eines Flachmeeres vor mehr als zweihundert Millionen Jahren entstanden. In der Zeit des Erdmittelalters war die Region von einem tropischen bis subtropischen Randmeer bedeckt, das nur schmale Verbindungen zum Weltmeer hatte. Die markanten, weithin sichtbaren Felsen sind Abrissflächen der Muschelkalkscholle. Bis hinab zum Waldrand am Fuß der Hänge hat abgerutschtes Kalkgestein den darunter lagernden Oberen Buntsandstein, der Röt genannt wird, überdeckt. Als geomorphologisch bedeutend gelten die Kalk-Felsbänder, die sich bandartig entlang der Hangobergrenzen ziehen. An vielen Stellen sind durch Muschelkalk-Bergstürze und -Bergrutsche entstandene Hänge vorhanden, die in Deutschland nirgends so häufig vorkommen sollen, wie in dem Bereich der westlichen Umrandung des Thüringer Beckens, zu der neben dem Ringgau auch die Gobert und die Wanfrieder Werrahöhen gehören.
Die Bergstürze und Bergrutsche ereignen sich immer wieder in Zeiten mit außergewöhnlich hohen Niederschlägen. Sie entstehen an der Schichtgrenze zwischen dem Unteren Muschelkalk und dem Oberen Buntsandstein. Regenwasser versickert in den Klüften und Spalten des Muschelkalkes und trifft auf den tonigen Röt, der aufquillt und fließfähig werden kann. Dadurch gerät der über dem Röt befindliche Muschelkalk in Bewegung und wird instabil. Die Felsbereiche, die sich dabei ablösen, bewegen sich auf dem breiartigen Röt allmählich talabwärts und lassen Schluchten entstehen. Diese ermöglichen ein verstärktes Versickern von Niederschlägen, die den sogenannten Massenverlagerungsprozess beschleunigen. Der letzte Bergsturz geschah im Mai 1895 am Manrod. Hier stürzten nach Gewitterregen gewaltige Felsmassen ab und vernichteten eine Waldfläche von mehr als einem Hektar.

## Natur
Als Wuchsort seltener Pflanzen und wegen ihres außergewöhnlichen floristischen Reichtums wird die Graburg als eines der bedeutendsten Naturschutzgebiete in Hessen angesehen. In einer, von der Bezirksdirektion für Forsten und Naturschutz in Kassel in Auftrag gegebenen Pflegeplanung von 1986, wird das Gebiet auch als bundesweit bedeutsam bewertet. So wurden hier beispielsweise zwanzig Orchideenarten nachgewiesen, darunter auch ein für Hessen bemerkenswerter Bestand des Bleichen Knabenkrautes. Die besondere Schutzwürdigkeit gilt neben dem orchideenreichen Kalkmagerrasen ebenfalls für das hessenweit größte Eibenvorkommen, die großen Bergstürze mit ihren Blaugrashalden sowie für die zahlreichen Höhlenvorkommen in den Felsbereichen als Winterquartiere für gefährdete Fledermausarten.

### Vegetation

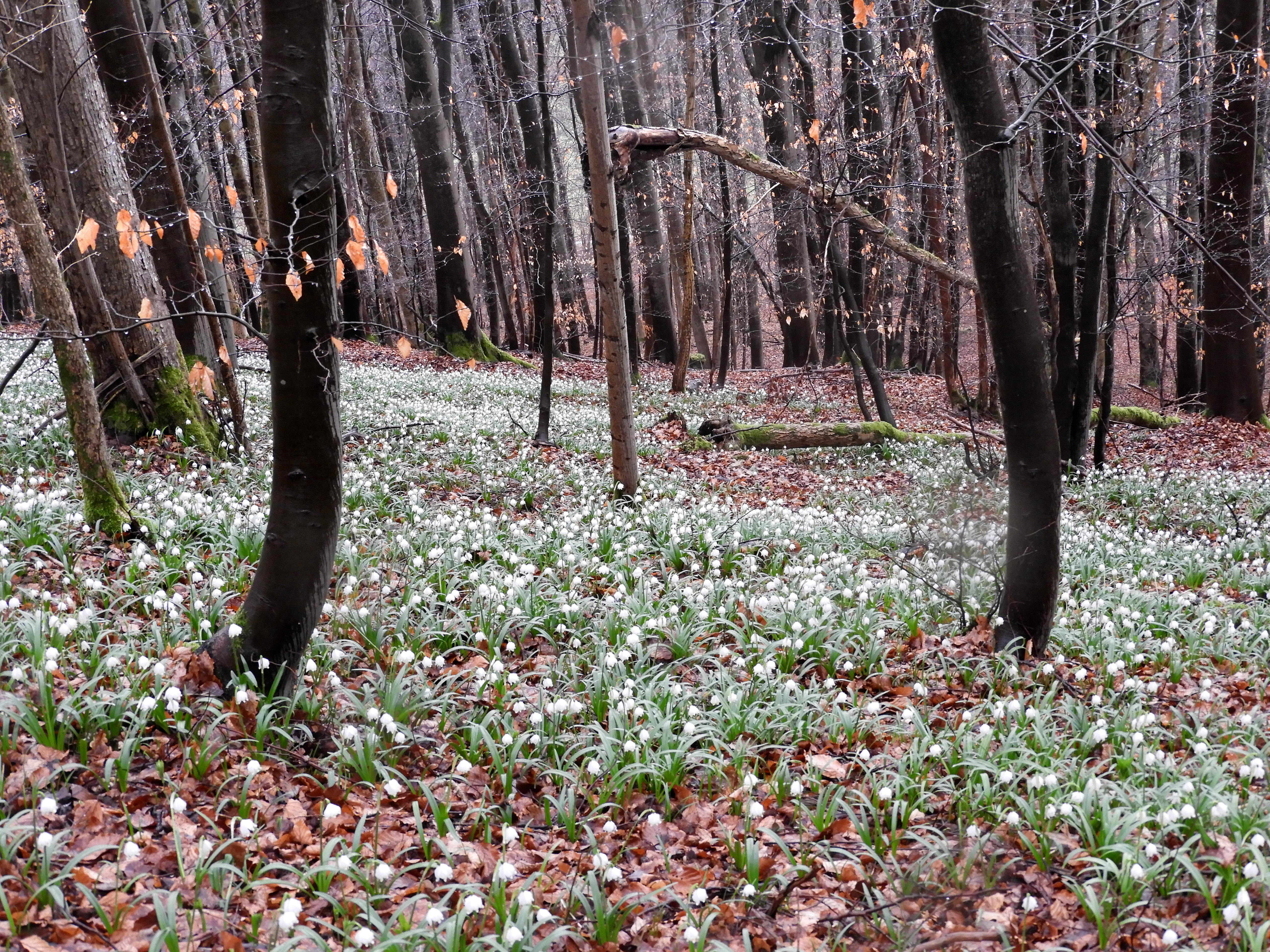
Im zeitigen Frühjahr färben das Laub und die zahllosen Blüten der Märzenbecher den Waldboden grün-weiß ein.

Unter den Pflanzengesellschaften werden die der Felsfluren hervorgehoben, die durch eine große Zahl dealpiner Arten und einen hohen Anteil submediterraner und kontinentaler Arten gekennzeichnet sind. Die zur „Steppenheide“ gerechneten Gesellschaften sind sehr alt und ursprünglich. Einige ihrer praealpinen Arten gelten als Eiszeitrelikte, während die submediterranen und kontinentalen Arten in den wärmeren Zeiten der Spät- und Nacheiszeit bis hierher vorgedrungen sein dürften. Als floristische Kostbarkeiten werden die Scheiden-Kronwicke, die Armblütige Gänsekresse, die Heilwurz, das Blasse Knabenkraut und die Berg-Kronwicke angesehen.
Die Feinschutthalden der Abrisswände und die felsigen Wegböschungen werden von blaugrasreichen Halbtrockenrasen verschiedener Ausprägungen besiedelt. In den Beständen dominiert das Blaugras und die Blaugrüne Segge. Oberhalb der Felswände schließt sich die Blutstorchschnabel-Saumgesellschaft an, aufgrund ihres Artenreichtums mit einem hohen Angebot an Blüten, Früchten und Samen.
Als national bedeutend wird der Orchideenreichtum der Kalkmagerrasen und Wälder angesehen. Im Gebiet vertreten sind: Weißes Waldvöglein, Frauenschuh, Rotbraune und Breitblättrige Stendelwurz, Mücken-Händelwurz, Vogel-Nestwurz, Bienen- und Fliegen-Ragwurz, Stattliches und Blasses Knabenkraut und Grünliche Waldhyazinthe.
Die Krautschicht eines ehemaligen Mittelwaldes im Umfeld der Rabenkuppe wird besonders im Frühjahr durch das flächenhafte Vorkommen von Märzenbechern attraktiv. Die Artenvielfalt bereichert auch die Weiße Pestwurz. Die in Nordhessen eher seltene Pflanze aus der Familie der Korbblütler kommt am Weg zum Königental sehr zahlreich vor.

### Wälder

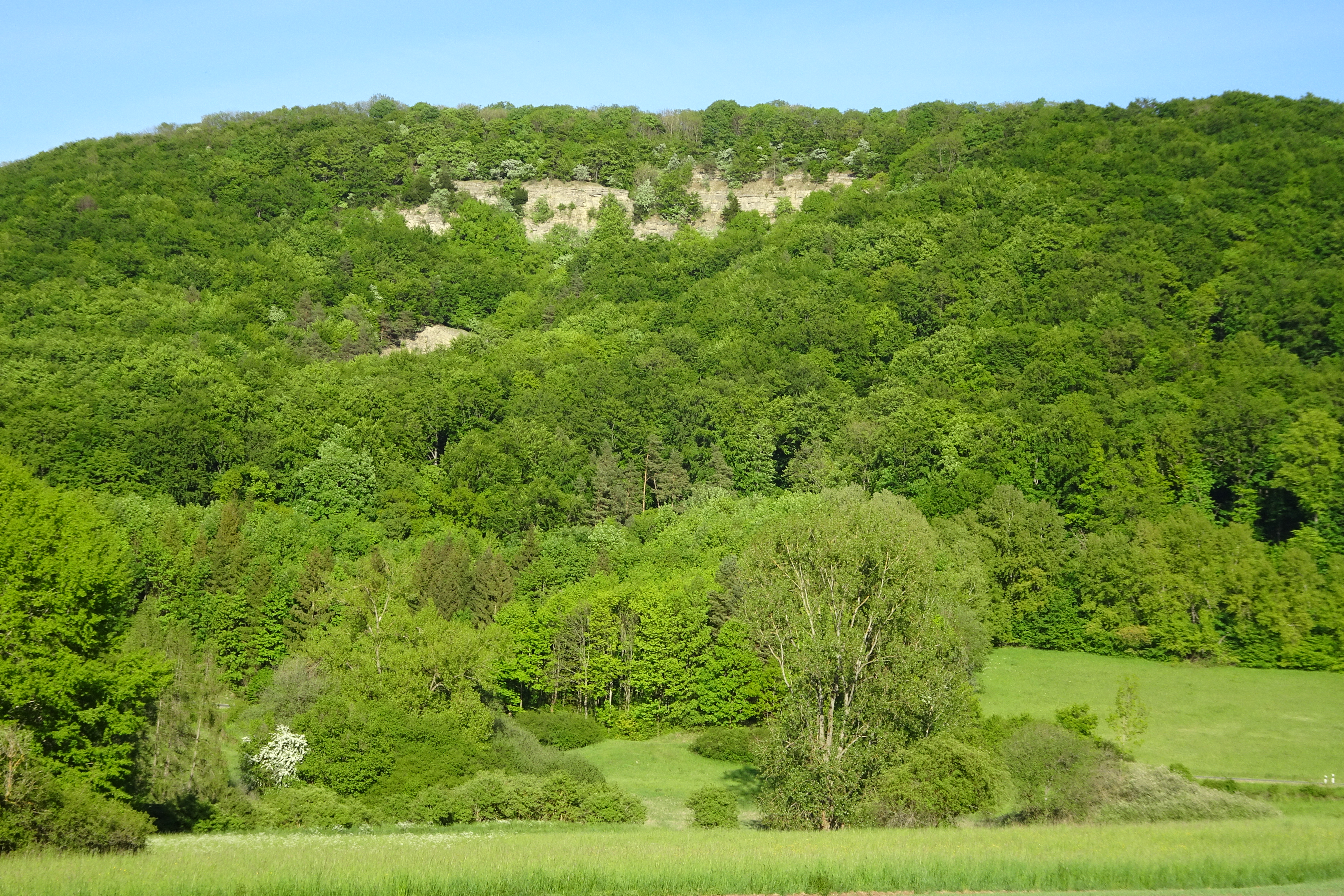
Die Felskulisse auf der Westseite der „Rabenkuppe“.

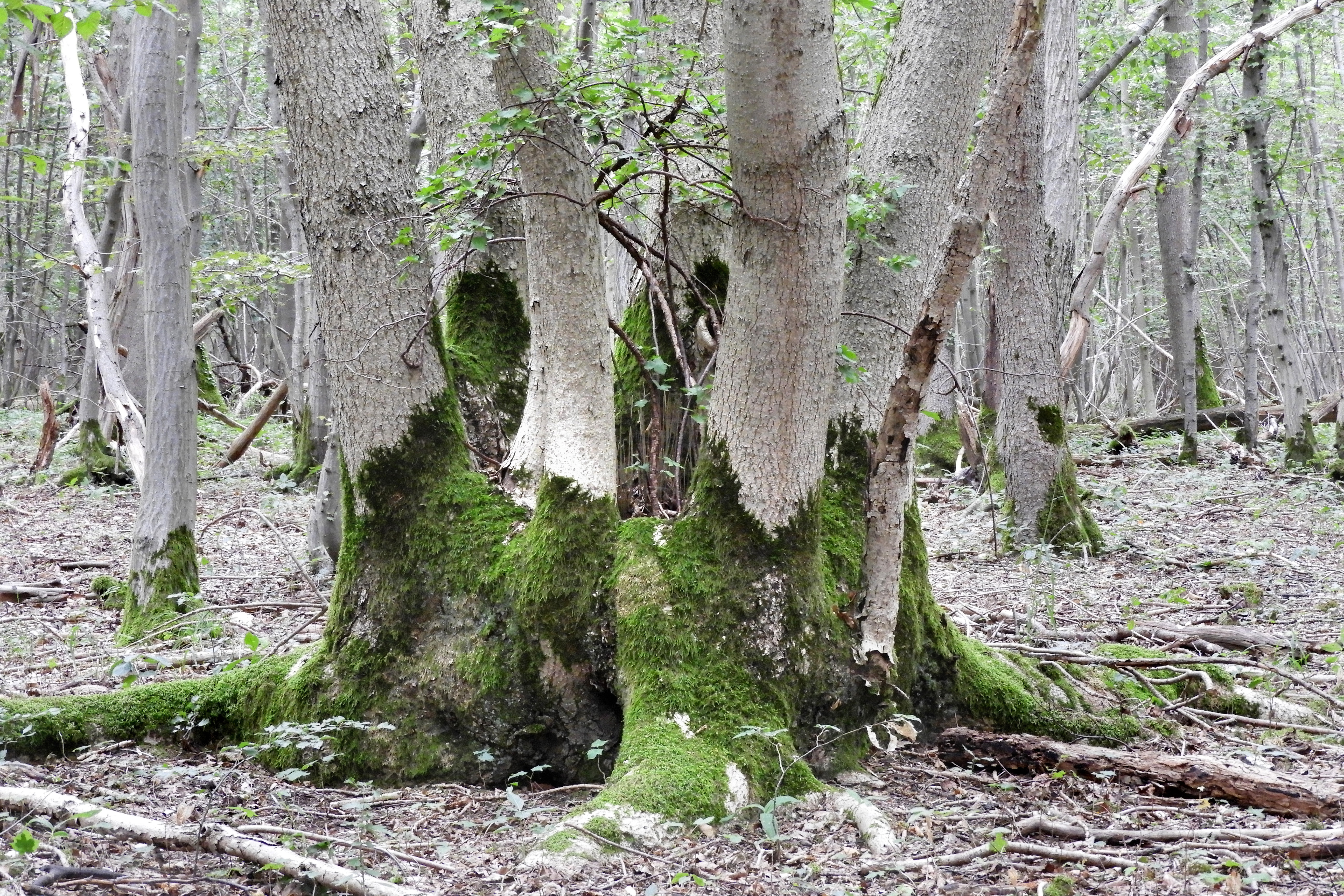
Ehemaliger Mittelwald auf der „Rabenkuppe“ mit Stockausschlägen und bemoosten Stammfüßen.

Die Hauptfläche des Schutzgebietes bedecken Buchenwälder. Aus standortkundlicher Sicht werden die Waldbereiche in eine submontane Buchen-Mischwald-Zone der Hanglagen und eine montane Buchenzone in den Plateaulagen gegliedert. Auf kalkreichem Untergrund bildet der Waldmeister-Buchenwald die dominante Waldgesellschaft. Charakteristisch für das Gebiet sind auch die kleinflächiger ausgeprägten Kalk-Buchenwälder und die Schluchtwälder.
In der Vergangenheit wurden große Teile als Mittelwald und Niederwald bewirtschaftet. Relikte dieser Nutzungsformen sind auf dem Hochplateau der Graburg noch sichtbar. Zu Beginn des 20. Jahrhunderts wurden nährstoffarme und schlecht nutzbare Weide- und Brachflächen mit Kiefern aufgeforstet. Bestände mit Altkiefern aus dieser Zeit finden sich noch heute im Gebiet. Ihr ohnehin geringer Anteil ist in der heutigen Waldgeneration bereits gesunken und soll auch in Zukunft weiter sinken.
Das Entwicklungsziel ist die Erhaltung der naturnahen und strukturreichen Bestände mit den lebensraumtypischen Baumarten. Die Wälder, die sich mehrheitlich im Privatbesitz oder im Eigentum des Landes Hessen befinden, werden seit langem von Hessen-Forst naturnah bewirtschaftet. Nur Bäume mit einem bestimmten Mindestdurchmesser werden als hochwertiges Stammholz entnommen. Diese Art der Nutzung soll in den Beständen ein Mosaik mit verschiedenen Entwicklungsstufen und Altersphasen fördern. Zusätzlich wurden sogenannte Kernflächen ausgewiesen, die nicht mehr forstlich bearbeitet und ihrer natürlichen Entwicklung überlassen werden. Die Kernflächen gelten als ein idealer Rückzugsraum für besonders störungsempfindliche Arten wie Schwarzstorch, Buntspecht und Waldfledermäuse. Die zahlreichen Bergstürze und Felsbänder einschließlich eines fünfundzwanzig Meter breiten Streifens sind nach der Schutzgebietsverordnung ohnehin von der forstlichen Nutzung ausgenommen.
Eine weitere Besonderheit ist die große Anzahl von Eiben, die heute in hessischen Wäldern selten geworden sind. Sie ist häufig an der Schäferburg und am Nordabfall der Graburg anzutreffen. Mit mehr als eintausend Exemplaren, die an den Steilhängen überdauert haben, besitzt das Schutzgebiet den größten natürlichen Eibenbestand Hessens. In den vergangenen Jahrzehnten sind weitere, rund sechshundert junge Eiben hinzugekommenen. Diese werden von den Mitarbeitern des zuständigen Forstamts Wehretal aufwendig mit Umzäunungen und einzelnen Ummantelungen vor dem Appetit der Rehe geschützt.

### Fauna
Die zahlreichen Höhlenvorkommen in den Felsbereichen nutzen Fledermausarten als Winterquartiere. In einer der Höhlen wurde die Kleine Hufeisennase nachgewiesen. Sie galt in Hessen 1995 als verschollen und ist in Deutschland vom Aussterben bedroht. Mit dem Großen Abendsegler kommt eine weitere gefährdete Art im Graburggebiet vor.
Neben den typischen Waldvögeln haben mit Uhu, Schwarz-, Mittel- und Grauspecht, Rotmilan, Raufußkauz, Schwarzstorch und Wespenbussard acht nach der europäischen Vogelschutzrichtlinie besonders zu schützende Arten im Graburggebiet ihren Lebensraum. Als erwähnenswert gelten ferner Hohltaube, Waldkauz, Waldohreule, Waldschnepfe und Kolkrabe.
Vor allem an den von Wäldern umgebenen Felshängen sind zahlreiche Schmetterlinge zu beobachten. Von den gefährdeten und geschützten Tagfaltern und Widderchen wurden Großer Schillerfalter, Hundsveilchen-Perlmuttfalter, Kleiner Eisvogel, Schwalbenschwanz, Echtes Kleewidderchen, Thymian- und Hornklee-Widderchen nachgewiesen.

## Historische Nutzungen

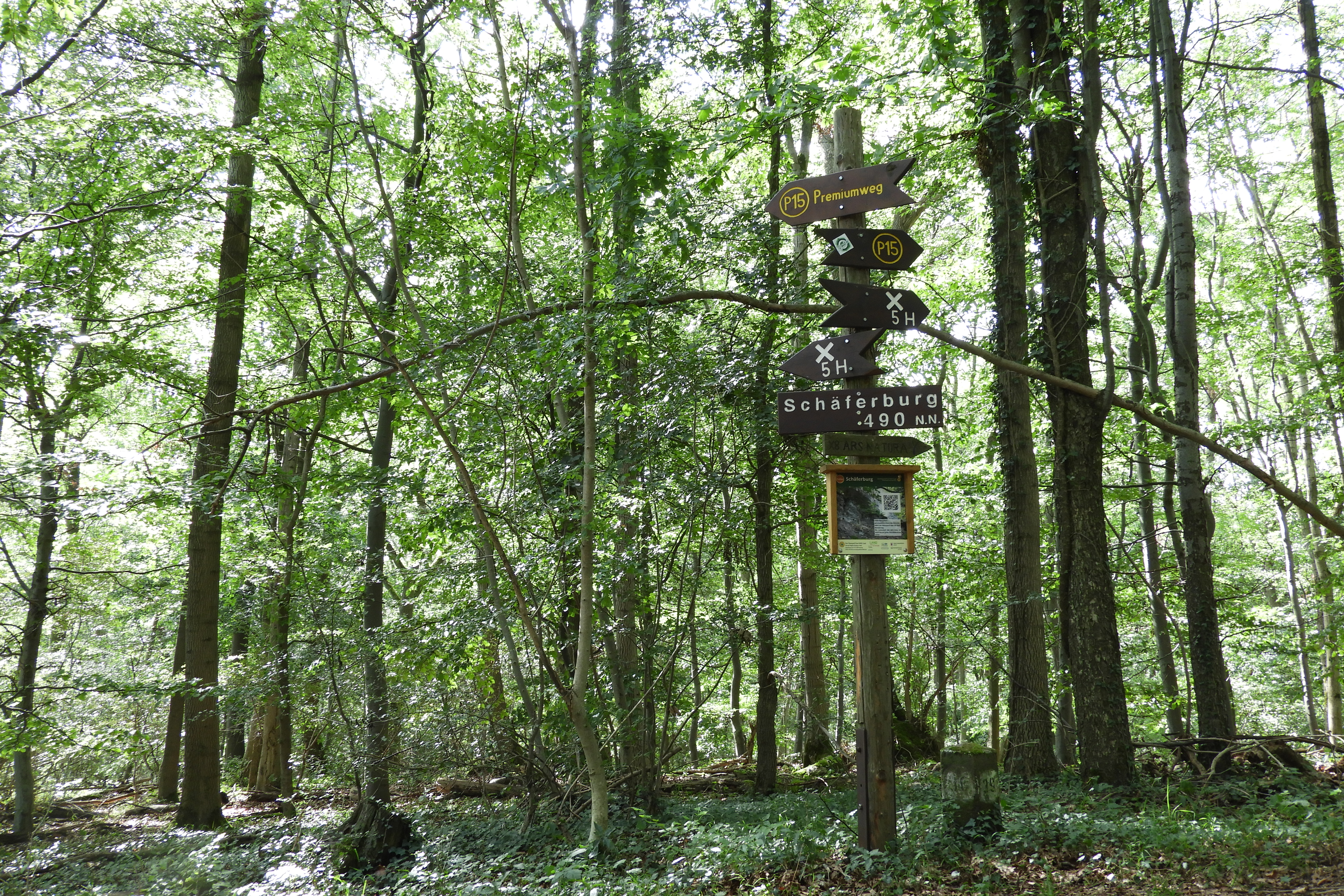
Auf dem steil abfallenden Felsgrat der „Schäferburg“ sollen in der Eisenzeit Bewohner nahe gelegener Wohnstätten eine Fluchtburg errichtet und sie wiederholt aufgesucht haben.

Auf dem schmalen und nach Norden und Süden steil abfallenden Felsgrat der „Schäferburg“ sollen in der Eisenzeit Bewohner nahe gelegener Wohnstätten eine Wallanlage als Fluchtburg errichtet haben. Geborgene Funde von keramischen Bruchstücken aus dem 13. Jahrhundert lassen vermuten, dass hier auch die Stelle einer hochmittelalterlichen Burganlage war. Über die Erbauer ist nichts bekannt, es fehlen jegliche zeitgenössische Zeugnisse. Es finden sich jedoch, seit dem 15. Jahrhundert, in den Berichten verschiedener Chronisten Hinweise, dass während des hessisch-thüringischen Erbfolgekrieges ab 1247 viele Burgen errichtet wurden: Im Werragebiet unter anderem auch die Graburg. So erwähnt auch der Archivar und Historiker Georg Landau in seinem im Jahr 1858 erschienenem Buch „Historisch-topographische Beschreibung der wüsten Ortschaften im Kurfürstenthum Hessen“ unter den Burgstätten auch die „Kraburg“, die im 13. Jahrhundert erbaut und bald wieder zerstört worden sein soll. Mit den Funden von Sippel von 1991 stellt sich die „Kraheborgk“ als eine abgegangene Spornburg am östlichen Rand des Muschelkalkplateaus dar, die durch einen „Wartelücke“ genannten Halsgraben vom Hauptbereich abgetrennt ist.
Ähnlich wie in anderen Teilen der Region auch, wurde in der Vergangenheit der Wald in großen Teilen als Mittel- und Niederwald bewirtschaftet und für die traditionelle Hute- und Streunutzung waren die eichenreichen Wälder der Graburg ebenfalls von großer Bedeutung. Relikte dieser Nutzungsformen, die größtenteils mit Beginn des 20. Jahrhunderts aufgegeben wurden, sind auf dem Hochplateau der Graburg noch heute zu erkennen.
Auch die im Gebiet vorkommenden Trockenrasen sind, mit Ausnahme der natürlichen Bestände im Bereich der Felsbänder, durch historische Weidenutzungen entstanden. Bis in das 19. Jahrhundert waren Triftweiden für die Schafhaltung bedeutend. Überbleibsel aus dieser Zeit sind die Wacholderbestände die südlich der Schäferburg das Landschaftsbild bestimmen. Gegenüber anderen Gehölzen ist der Wacholder sehr konkurrenzschwach und sein Vorkommen beschränkt sich vielerorts auf Standorte die durch Weidenutzung entstanden sind. Da der Wacholder ein Gewächs ist, bei dem die Schafe auch die jungen Triebe nicht fressen, wurde er zum charakteristischen Merkmal einer Kulturlandschaft, die von der Beweidung durch Schafe und Ziegen geprägt wurde.

## Touristische Angebote

### Graburg-Scout
Den Wanderern, die auf einen der zahlreichen Wege im Ortsgebiet die Natur erkunden, bietet die Gemeinde Weißenborn zur Betreuung einen „Graburg-Scout“. Die Wandertouristen, so der Plan, werden nach einem spontanen Anruf und einer kurzfristigen Terminvereinbarung von ihm in Empfang genommen und mit einem rustikalen Imbiss mit Produkten aus der Region in einer der Hütten rund um Weißenborn bewirtet. Dieses Angebot überzeugte die Verantwortlichen der „GrimmHeimat NordHessen“ so sehr, dass sie diese Idee und ihre Umsetzung mit dem Tourismuspreis in der Kategorie „Service“ im Januar 2019 auszeichneten.

### Premiumwanderweg
Der Premiumwanderweg „P15 Graburg“, der weiträumig Weißenborn umrundet, wurde aufgrund seiner hohen Qualität mit dem Wandersiegel des Deutschen Wanderinstituts ausgezeichnet. Wegen seiner steilen An- und Abstiege und teilweise schmaler Waldpfade wird der 14 km lange Rundweg als mittelschwere Tour eingestuft.

### Fernwanderwege
Zu den Fernwanderwegen, die das Schutzgebiet durchqueren und sich hier teilweise auf gleicher Wegesstrecke überlagern, gehören:
- „Hessenweg 8“ des Wanderverbandes Hessen. Er verläuft mit einer Streckenlänge von 176 km von Korbach im Waldecker Land nach Wanfried im Werratal.
- „Barbarossaweg X8“. Der 326 km lange Weg verbindet den Kyffhäuser mit zahlreichen Städten, Klöstern und Burgen, die Kaiser Friedrich I. Barbarossa im Laufe seiner Regentschaft im 12. Jahrhundert aufgesucht hat.
- „Wanderweg der Deutschen Einheit“. Mit einer Länge von 1080 km führt er von der östlichsten deutschen Stadt Görlitz zu der westlichsten deutschen Stadt Aachen sowie der
- „Werra-Burgen-Steig Hessen X5H“, der als Qualitätswanderweg zertifiziert wurde und auf seiner 133 km langen Strecke von Hann. Münden zur Tannenburg bei Nentershausen ebenfalls über die Graburg führt.

### Kunstwanderweg
Die Grundidee des Projektes „Ars Natura“ ist die Einrichtung von Kunstpfaden entlang der Fernwanderwege X8 und X3. Auf einer Strecke von 700 km soll Ars Natura zu einem Gesamtkunstwerk mit internationaler Beteiligung und weltweiter Beachtung werden. Seit September 2001 wurden mehr als zwanzig Teilstrecken mit derzeit über dreihundert Kunstwerken eröffnet. Mit dem Ziel „Erholung durch Wandern und intensives künstlerisches Erlebnis im Galerieraum Natur“ soll etwa auf jedem Kilometer die Installation eines Werkes realisiert werden. Die zwölfte Teiletappe, die von Röhrda zum Dreiherren- und Heldrastein durch das Graburggebiet führt, verläuft identisch mit dem Fernwanderweg X8 – „Barbarossaweg“. In diesem Bereich der „Freiluftgalerie“ thematisieren Künstler die politische Wiedervereinigung und die Einheit von Mensch und Natur.

„Ars Natura-Freiluftgalerie“ auf der Graburg
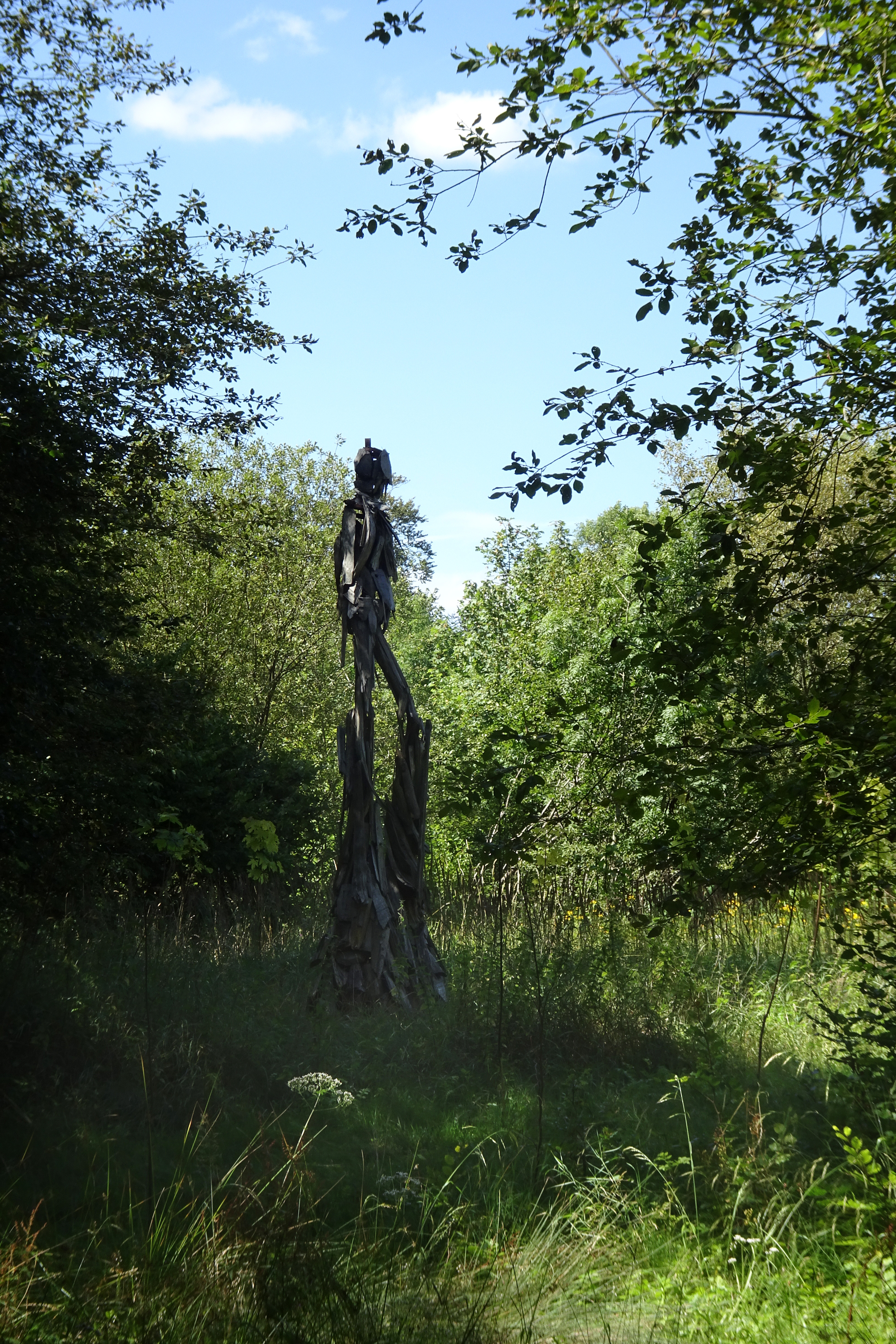
Jördis Samland, Hildesheim: „Waldläufer“.
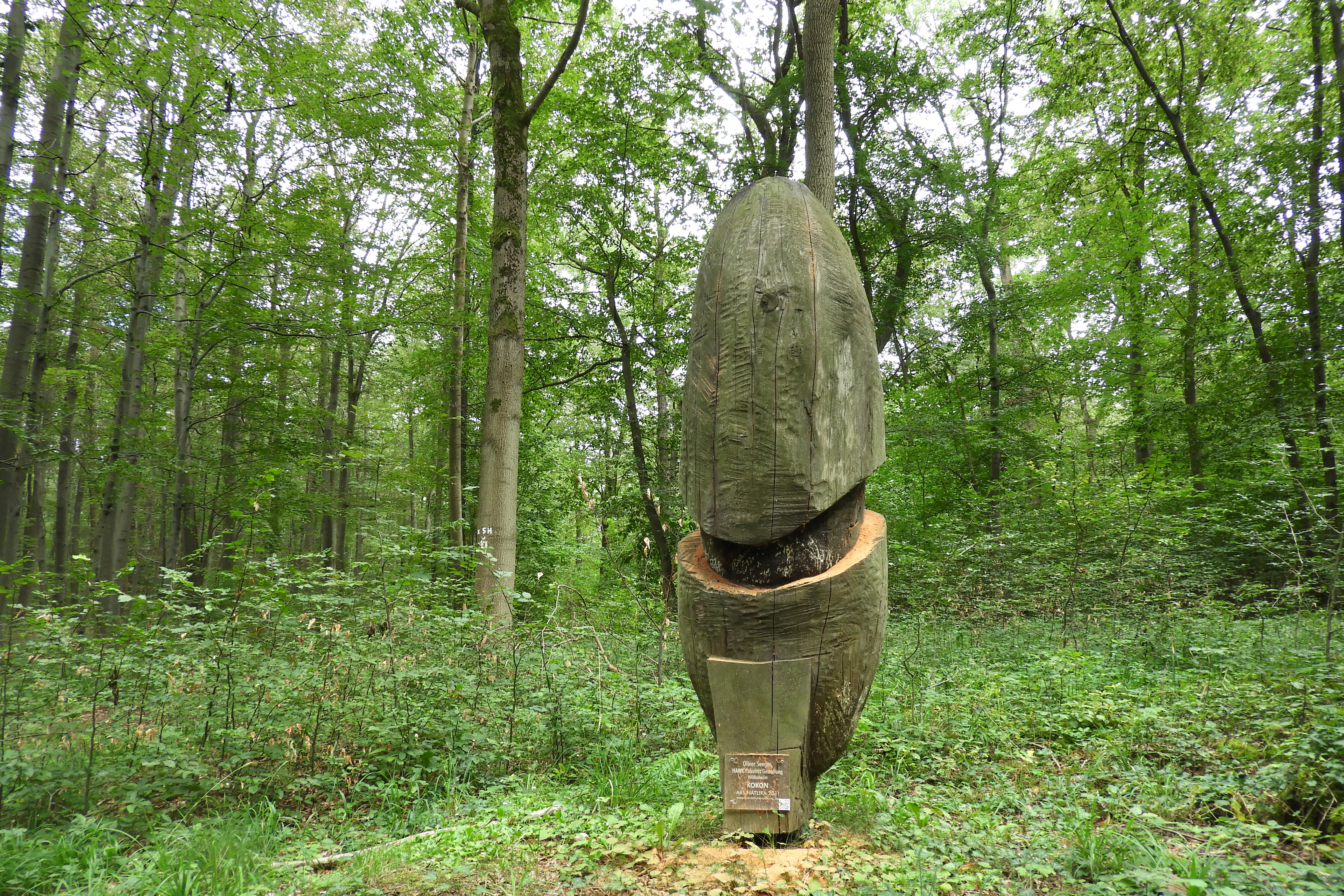
Oliver Seeger, Hildesheim: „Kokon“.
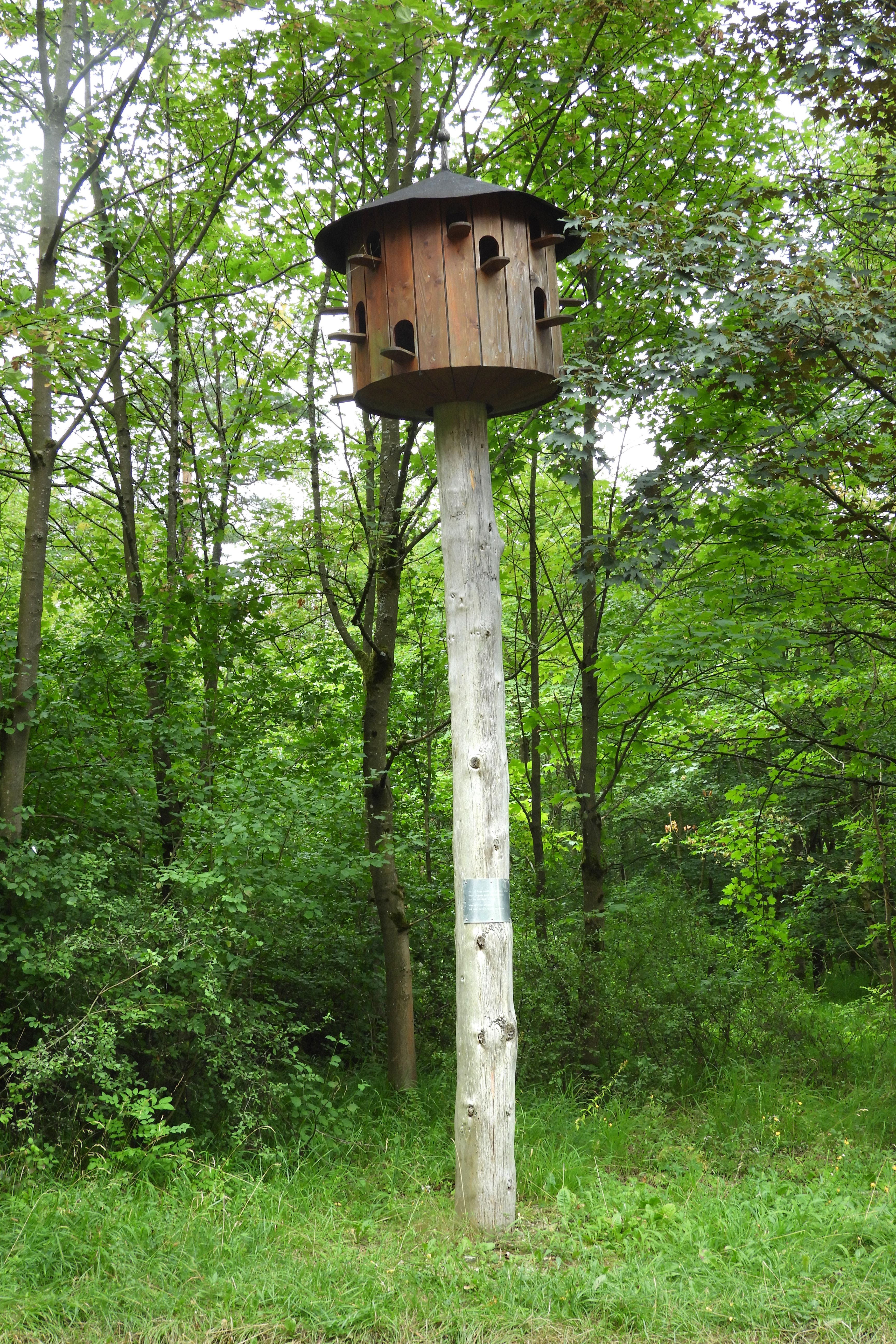
Bianca Gabriel und Julia Wandel, Hamburg: „Ein Brief“.